# Munna coxalis
Munna coxalis là một loài chân đều trong họ Munnidae. Loài này được Kussakin miêu tả khoa học năm 1972.